# Gaston (cráter)

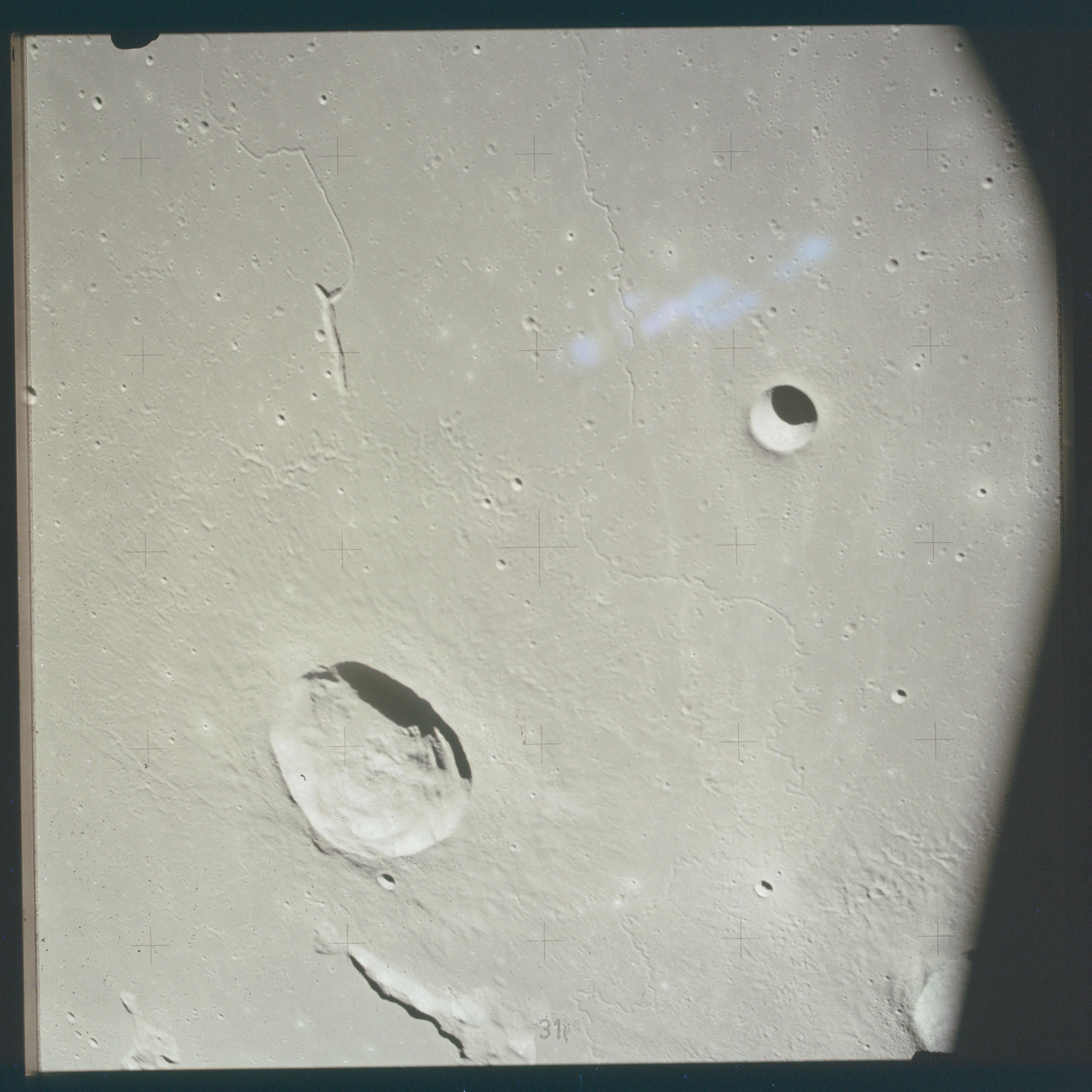
Gaston (vista oblicua del entorno de Delisle)

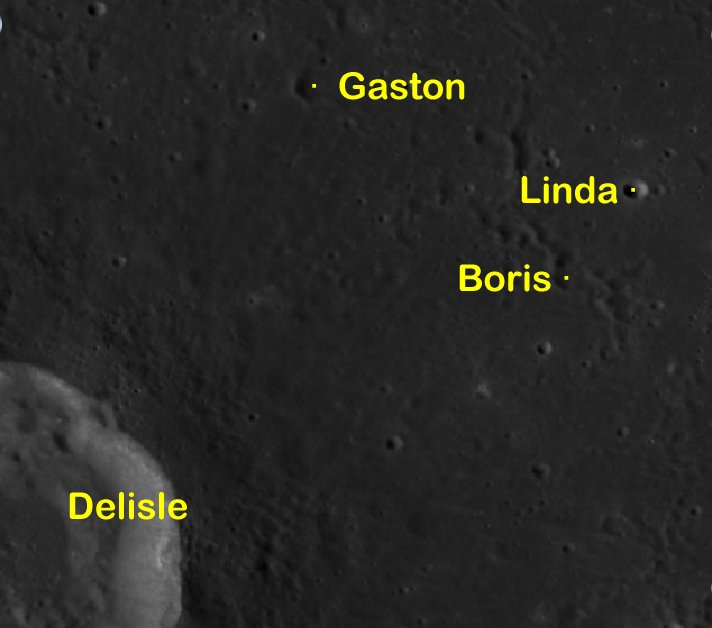
Cráteres vecinos (imagen LRO)

Gaston es un pequeño cráter de impacto perteneciente a la cara visible de la Luna. Se encuentra en el Mare Imbrium, al noreste del cráter Delisle, y al noroeste de otros dos pequeños cráteres: Boris y Linda.
|  |

El origen del nombre se remonta a una denominación original no oficial incluida en la página 39B2/S2 de la serie de mapas Lunar Topophotomap de la NASA, adoptada por la UAI en 1976.